# نجيب بلقاضي
نجيب بلقاضي (ولد بتونس العاصمة، يوم 13 ماي 1972) هو ممثل ومخرج تونسي.
تابع دراسته في الإدارة والتسويق بمعهد الدراسات التجارية العليا بقرطاج قبل أن يتحول إلى التمثيل ويشارك في أعمال سينمائية وتلفزية.
تابع نجيب بلقاضي دراسته في الإدارة والتسويق في معهد الدراسات العليا بقرطاج قبل أن يخطو خطواته الأولى في السينما والمسرح كممثل في إنتاجات مثل رقصة النار لسلمى بكار سنة 1995 ومدرسة النساء لمحمد كوكة. أصبح معروفًا لعامة الناس بفضل دوره في شبابه في المسلسل الناجح «الخطاب على الباب» لصلاح الدين الصيد بين عامي 1997 و1998. خطى أولى خطواته في الإخراج على قناة قناة الأفق عام 1998 في فقرة قصيرة تغطي أيام قرطاج السينمائية. في هذه العملية، اقترح مفهوم ما سيصبح أكبر نجاح للقناة: عرض شمس عليك. هو المصمم والمخرج والمقدم المشارك. يتيح العرض إمكانية إطلاق عدة وجوه شابة جديدة في السينما والمسرح والتلفزيون. استمرّت المغامرة بين عامي (1999-2001) وانتهت بإغلاق القناة في أكتوبر 2001.

## أعمال

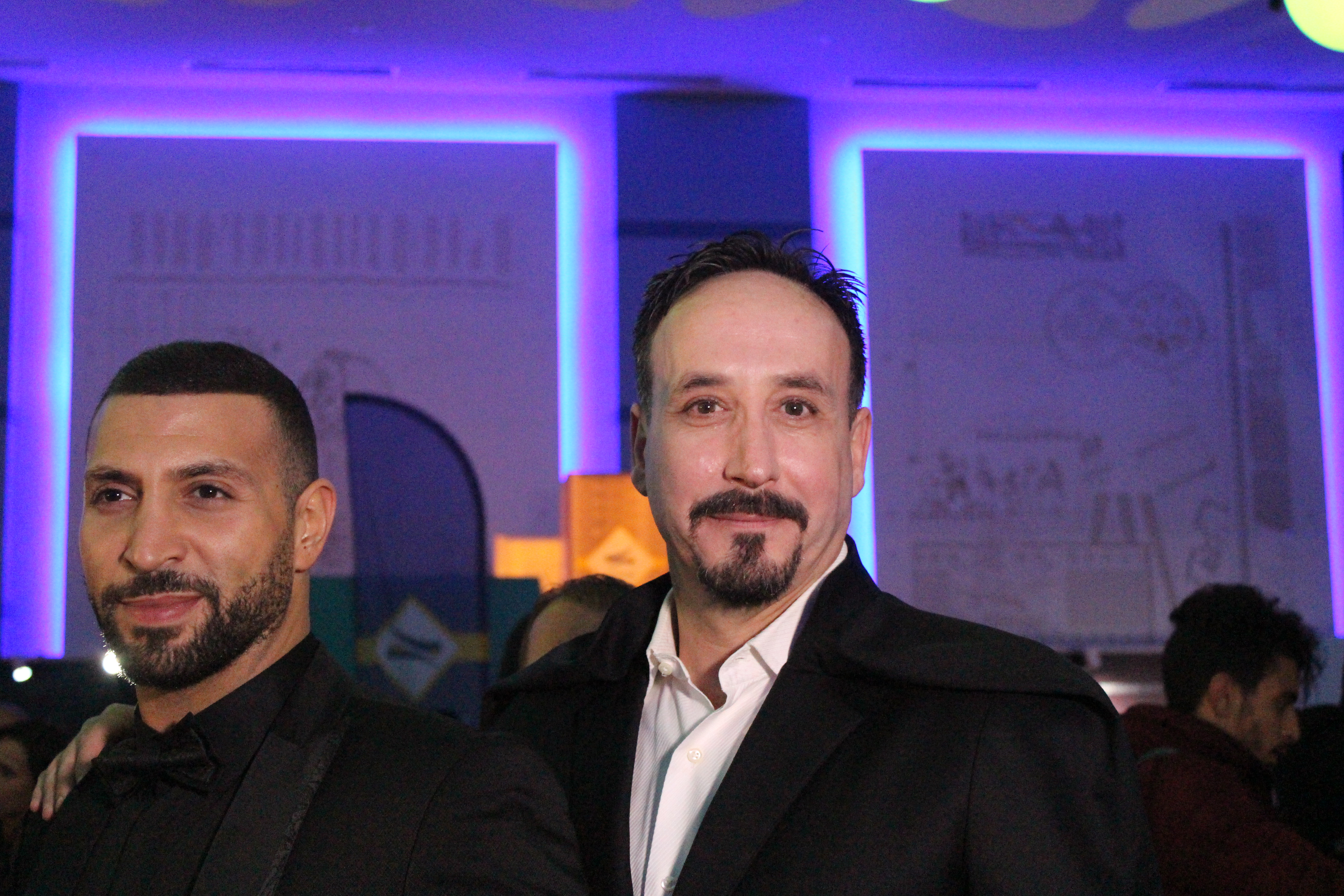
حفل افتتاح الدورة 2018 لأيام قرطاج السينمائية

في عام 2002، أسس بروباغندا بوداكشن مع صديقه عماد مرزوق. يقوم بإخراج وإنتاج برنامج الواقع المثير للجدل «ديما لاباس» لقناة 21. هو هجاء لاذع للمجتمع التونسي من خلال الرحلة اليومية لعائلة تونسية عادية خلال شهر رمضان. في عام 2003، ظهر في الفيلم الطويل بدوين هاكر للمخرجة نادية الفاني.
في عام 2005، أخرج الفيلم القصير «تصاور» من سيناريو سعيد بن سليمان. في في أش أس كحلوشة (فيلم) ، فيلم وثائقي طويل أنتج عام 2006، هو أشهر إنجازاته. حقق الفيلم نجاحًا دوليًا مدويًا في المهرجانات الكبرى: يُعرض لأول مرة في مهرجان كان السينمائي في قسم «جميع دور السينما في العالم». تستمر المغامرة مع جائزة أفضل فيلم وثائقي في مهرجان دبي السينمائي الدولي في ديسمبر 2006 واختير في المسابقة الرسمية في قسم «الفيلم الوثائي العالمي» في مهرجان صاندانس السينمائي في يناير 2007. وقد جمع الفيلم سبع جوائز في مختلف مهرجانات العالم.
يُعرض فيلمه وهو ينتمي إلى الخيال العلمي باستاردو سنة 2013 لأول مرة في الدورة 38 من مهرجان تورونتو السينمائي الدولي في قسم السينما العالمية المعاصرة. عرض الفيلم في صالات السينما التونسية في ديسمبر 2013. شارك في عدة مهرجانات وفاز بثلاث عشرة جائزة منها جائزة أفضل فيلم في مهرجان الأفلام الإفريقية و الآسيوية و أمريكا الاتينية في ميلانو، وجائزة أفضل فيلم في مهرجان البحر الأبيض المتوسط السينمائي الدولي في تطوان وجائزة أفضل فيلم في مهرجان الإسكندرية السينمائي الدولي.
للترويج لفيلمه باستاردو، قام بالنشر في غلاف مجلة تونيفيزيون في نوفمبر 2013.
في سبتمبر 2014 شارك في فيديو حملة ضد العنف ضد المرأة لجمعية تونس الصغيرة. الفيديو من إنتاج هند بوجمعة.
في 1 أكتوبر 2014، خلال الانتخابات التشريعية في تونس، أصدر فيلمًا وثائقيًا طويلاً بعنوان سبعة ونصف. تم تصوير الفيلم خلال فترة الانتقال الديمقراطي في عام 2011، وهو يشرح طريق المجتمع التونسي لأول مرة في تاريخه نحو انتخابات ديمقراطية.
في عام 2015، لعب دور يحيى في المسلسل التلفزيوني التونسي ليلة الشك للمخرج مجدي السميري وكاتبة السيناريو درة الفازع، الذي يبث على قناة التاسعة. وتشاركه في هذا العمل كل من درة زروق ومنى نور الدين. حصل على جائزة أفضل ممثل عن دوره في حفل توزيع جوائز رمضان من موزاييك أف أم.
في عام 2017، قدم فيلمين قصيرين كممثل رئيسي: عندما تبدأ الشمس بالبكاء لقيس الماجري وأسترا لنضال جيجا. في يوليو، بدأ أيضًا في إعداد فيلمه الطويل الجديد «شاهدني» والتصوير مقرر في سبتمبر بين فرنساو تونس.
خلال عام 2018، لعب دور اللواء عثمان، أحد الأدوار الرئيسية لمسلسل تاج الحاضرة لسامي الفهري، والذي يذاع خلال الأسبوعين الأولين من شهر رمضان. يشارك فيلمه «شاهدني» في العديد من المهرجانات الدولية، بما في ذلك مهرجان تورونتو السينمائي الدولي، ومهرجان مراكش الدولي للسينما، حيث حصل نضال السعدي، الممثل الرئيسي للفيلم، على جائزة أفضل ممثل وفيسباكو حيث فاز بجائزة أفضل سيناريو.
خلال شهر رمضان 2019، لعب أحد الأدوار الرئيسية في مسلسل «القضية 460» لمجدي السميري.
في مارس 2020، أثناء الحجر الصحي بسبب وباء كورونا، كتب ووجه وشارك الملصق مع موستيك في سلسلة الويب الساخرة المنشطة والصعلوك التي تبث على حسابه على إنستغرام وتجذب كل حلقة ما معدله 60 ألف مشاهد.

## سينما
- 1994: رقصة النار لسلمى بكار: ميموني
- 2000: غداً أحرق لمحمد بن اسماعيل: إلياس
- 2000: موسم الرجال لمفيدة التلاتلي: سامي
- 2002: العلبة السحرية لرضا الباهي
- 2003: بيدوين هاكر لنادية الفاني
- 2015: الغصرة (فيلم قصير) لجميل النجار: نجيب بلقاضي
- 2017: عندما تبدأ السماء في البكاء لقيس الماجري: سامي
- 2017: أسترا لنضال غيغا

## التلفزيون
- 1996-1997: الخطاب على الباب لصلاح الدين الصيد وعلي اللواتي والمنصف البلدي: سي أحمد التواب
- 1998: كنز دمشق للمخرج خوسيه ماريا سانشيز (فيلم تلفزيوني): سمير
- 2004: لوتيل (فندق) لصلاح الدين الصيد
- 2008: ولد الطليانة لنجيب بلقاضي
- 2015: ليلة الشك لمجدي السميري: يحيى بن عبد الله
- 2016: الرئيس لجميل النجار: لؤي سعيد
- 2018: تاج الحاضرة لسامي الفهري: اللواء عثمان
- 2019: القضية 460 لمجدي السميري: مالك بن جعفر
- 2022+2021: 13 شارع غاريبالدي لأمين شيبوب

## مسرح
- 1995، مدرسة النساء لمحمد كوكة

## مسلسل
- 1997 و1998, الخطاب على الباب في جزئية، للمخرج صلاح الدين الصيد.
- «ليلة الشك» للمخرج مجدي السميري عرض سنة 2015
- 2018 : مسلسل تاج الحاضرة

## الإخراج
أول خطواته في الإخراج خطاها في برنامج شمس عليك على قناة الأفق سنة 1998، ثم أصبح معدّا ومخرجا ومشاركا في تقديم البرنامج بين سنتي 1999 و2001. أسس شركة بروبقندا للإنتاج سنة 2002 بالاشتراك مع صديقه عماد مرزوق. أخرج لفائدة قناة 21 برنامجا ساخرا «ديما لاباس» سنة 2005 أخرج الشريط القصير «تصاور» عن سيناريو لسعاد بن سليمان وتلاه بشريطه الطويل «في أش أس كحلوشة» سنة 2006.

## السينما
- 2005: تصاور (فيلم روائي قصير)
- 2006: في أش أس كحلوشة (فيلم وثائقي طويل)
- 2006: طرزان العرب (فيلم وثائقي طويل)
- 2013: باستاردو (فيلم روائي طويل)
- 2014: سبعة ونصف (فيلم وثائقي طويل)
- 2018: في عنيا (فيلم روائي طويل)
- 2021: قربان (فيلم روائي طويل)

## تلفزيون
- 1999-2001: شمس عليك على قناة Canal + Horizons
- 2002: ديما لاباس على القناة 21
- 2008: ولد الطليانة (مسلسل تلفزيوني)
- 2020: المنشطة والصعلوك (سلسلة الويب)

## منتج
- 2006: طرزان العرب (فيلم وثائقي طويل)
- 2017: عندما تبدأ الشمس في البكاء لقيس الماجري

## مصور السينمائي
- 2006: تصاور (فيلم روائي قصير)

## ضيف شرف
- 2013 : كلام الناس مع لبنى نعمان على قناة الحوار التونسي: ضيف الحلقة 3 من الموسم 2
- 2014 : أخبار المغرب والمشرق السريعة: نجيب بلقاضي: "ننتظر عرض "باستاردو" ببيروت على القناة العالمية الفرنسية 5 : ضيف
- الموسم الأول 11-01-2018 الحلقة 6
- الموسم الثاني 22-11-2018 الحلقة 6
- عبدلي شوتايم: خاص برمضان
- الموسم الثالث 19-05-2019 الحلقة 4
- 2021 : فكرة سامي الفهري على قناة الحوار التونسي: ضيف الحلقة 9 من الموسم 3 الجزء 4

## الجوائز
- فارس وسام الاستحقاق التونسي (2007) 11

## وصلات خارجية
- نجيب بلقاضي على موقع IMDb (الإنجليزية)
- نجيب بلقاضي على موقع قاعدة بيانات الأفلام العربية
- نجيب بلقاضي على موقع ألو سيني (الفرنسية)
- نجيب بلقاضي على موقع أول موفي (الإنجليزية)
- نجيب بلقاضي على موقع قاعدة بيانات الفيلم (الإنجليزية)
- نجيب بلقاضي على موقع كينوبويسك (الروسية)